# The Pebble and the Penguin
The Pebble and the Penguin là một phim hoạt hình vào năm 1995. Phim dựa cuộc sống cạnh tranh con mái trong mùa sinh sản của Chim cánh cụt Adélie ở Châu Nam Cực. Phim được sản xuất và đạo diễn bởi Don Bluth và Gary Goldman. Phim được công chiếu rạp vào ngày 12 tháng 04 năm 1995 bởi Metro-Goldwyn-Mayer ở Hoa kỳ và trên thế giới bởi Warner Bros. Family Entertainment.

## Diễn viên
- Martin Short trong vai Hubie
- Jim Belushi trong vai Rocko
- Tim Curry trong vai Drake
- Annie Golden trong vai Marina
- Shani Wallis trong vai người dẫn chuyện